# Russell Johnston
David Russell Russell-Johnston, baron Russell-Johnston, né le 28 juillet 1932 à Édimbourg et mort 27 juillet 2008 à Paris, connu comme Russell Johnston, est un homme politique britannique, membre du Parti libéral, puis des libéraux-démocrates, dont il a été le vice-président. Il a été président de l'Assemblée parlementaire du Conseil de l'Europe de 1999 à 2002.